# Castle Sween
Castle Sween is een twaalfde-eeuws kasteel, gelegen aan de oostkust van Loch Sween in Knapdale nabij de B8025 in de Schotse regio Argyll and Bute. Het werd gebouwd door de MacSweens, totdat het halverwege de dertiende eeuw in handen kwam van de graven van Menteith. In de tweede helft van de veertiende eeuw werd het kasteel eigendom van de MacDonalds, totdat zij eind vijftiende eeuw in ongenade raakten en Castle Sween aan de Campbells werd gegeven. Halverwege de zeventiende eeuw werd het kasteel verwoest in een burgeroorlog.

## Geschiedenis

### MacSween
Castle Sween werd gebouwd op het einde van de twaalfde eeuw door Suibhne (uitgesproken als Sween), een kleinzoon van Hugh the Splendid die overleed in 1047. De clan MacSween had veel macht en hun invloed strekte zich uit tot Loch Awe in het noorden en tot Skipness Castle bij Loch Fyne in het zuiden.

### Menteith
Ergens in de tweede helft van de dertiende eeuw kwam het kasteel in handen van de Stewarts, graven van Menteith.
De macht van de graven van Menteith nam toe in het gebied ten koste van de macht van de MacSweens. In 1310 hield John Menteith Castle Sween, toen Eduard II van Engeland aan John MacSween en zijn broers hun voorouderlijke landgoederen van Knapdale schonk. Dit leidde tot een mislukte aanval op het kasteel, zoals verhaald wordt in het gedicht in het Dean of Lismore's Book. In 1323 stierf John Menteith en ging het Lordship van Arran en Knapdale over in handen van zijn zoon en later zijn kleinzoon.

### MacDonald
In 1376 werd de helft van Knapdale, inclusief Castle Sween, aan de MacDonalds van Islay gegeven door Robert II; hij gaf het namelijk aan zijn schoonzoon John I, Lord of the Isles.
De MacDonalds stelden de MacNeills of Gigha aan als beheerders. In 1472 was Hector Torquil MacNeill de beheerder. Hij werd opgevolgd door zijn schoonzoon Alexander MacMillan, die zijn dochter Erca had gehuwd. Hij bouwde de toren in de noordoostelijke hoek die de naam MacMillan's Tower kreeg. Toen Alexander stierf werd voor hem het MacMillan's Cross opgericht, dat in de twintigste eeuw in Kilmory Knap Chapel werd geplaatst.
De MacDonalds behielden het kasteel totdat John II, Lord of the Isles, hoogverraad tegenover Jacobus III pleegde in 1475. Castle Sween werd in beheer gegeven aan de Campbells, graven van Argyll.

### Campbell
Colin Campbell, eerste graaf van Argyll, werd door Jacobus IV werd in 1490 aangesteld als beheerder van Castle Sween.
In 1647, tijdens de Britse burgeroorlog, werd Castle Sween aangevallen en verbrand door Alisdair MacColla (Alexander MacDonald), de luitenant van James Graham, Eerste Markies van Montrose, die Argyll, het land van de clan Campbell, zo veel mogelijk schade probeerde te berokkenen. Het kasteel is sindsdien een ruïne. In 1933 kwam het kasteel onder beheer van HBMD Scottish Development, een taak die later overgenomen door Historic Scotland.
In de jaren tachtig en negentig van de twintigste eeuw zijn er opgravingen verricht in Castle Sween.

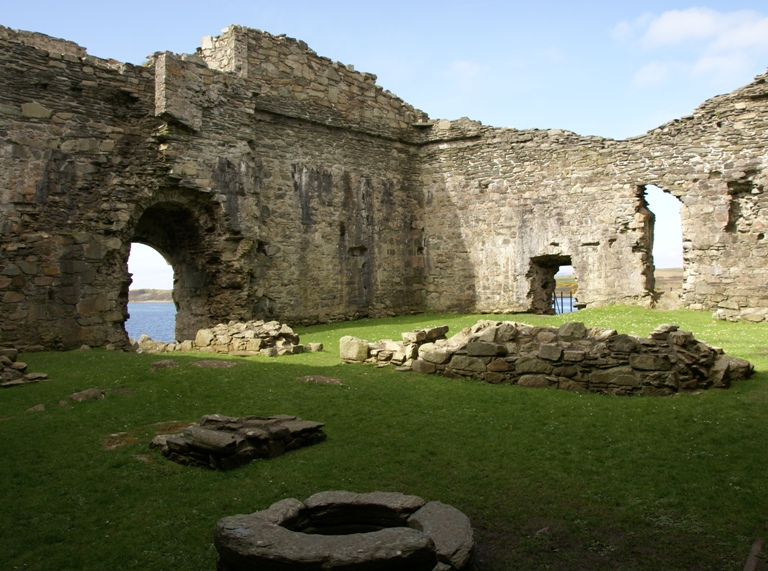
De binnenplaats vanuit het noordoosten met vooraan de put en links de poort in de zuidmuur.

## Bouw
Castle Sween is een kasteel, gelegen aan de oostelijke zijde van Loch Sween, met een min of meer vierkante plattegrond, aan de buitenzijde voorzien van steunberen. De poort is gesitueerd aan de zuidzijde in een drie meter dikke muur. Het kasteel zal hoogstwaarschijnlijk nooit geheel overdekt zijn geweest; op de binnenplaats zullen houten en stenen gebouwen hebben gestaan. In de noordoostelijke hoek bevindt zich een put. In de zuidoostelijke hoek bevond zich een latrinetoren.
Aan het begin van de dertiende eeuw werd aan de westelijke zijde een rechthoekige vleugel aangebouwd, die rond 1300 werd herbouwd tot een toren van drie verdiepingen. Aan de noordwestelijke hoek van deze rechthoekige vleugel bevindt zich een ronde toren die dienstdeed als latrinetoren; deze werd gebouwd in de late dertiende eeuw of vroege veertiende eeuw.
Aan de buitenzijde van de noordoostelijke hoek werd in de vijftiende eeuw MacMillan's Tower gebouwd. Op de begane grond waren de keukens, erboven waren de kamers van de Heer en zijn Vrouwe.

## Beheer
Castle Sween wordt sinds 1933 beheerd door Historic Environment Scotland.